# Consulat général de France à Alexandrie
Le consulat général de France à Alexandrie est une représentation consulaire de la France en Égypte. Il est situé au 2, place Ahmed Orabi dans le quartier de Mansheya à Alexandrie.

## Histoire
Le boom cotonnier, à partir de 1863, et l’arrivée massive d’Européens à Alexandrie transforment la ville et marquent l’apogée du pouvoir des consuls étrangers. Le consulat général de France déménage sur la place des consuls, ou « place Méhémet Ali », aux côtés des consulats généraux de Grèce, de Suède, des Pays-Bas et du tribunal mixte.

### Premier hôtel consulaire
Le premier hôtel consulaire qui regroupait alors la Chancellerie, la Résidence et la Poste française, fut édifié sous la direction de l'architecte français Jules Bourgoin entre 1863 et 1866 bien que la charge consulaire dans cette ville remonte à l'édit royal de 1498. Il se situait dans un vaste quadrilatère entre le front de mer de l'époque et la Place des Consuls, quadrilatère comprenant ces édifices ainsi que ceux du Consulat Général de Grèce. Ce consulat, bombardé, comme le reste de la ville, par la flotte anglaise le 10 juillet 1882, devint inutilisable. La place des consuls, symbole de l’Alexandrie cosmopolite du XIXe siècle, fut également presque entièrement détruite par les bombardements. Le consulat de France est alors transféré dans un immeuble de style néo-classique (qui est l'actuel centre culturel français) situé rue Nabi Daniel jusqu’en 1907.

### Actuel hôtel consulaire
Le 27 janvier 1907, après que la municipalité eût construit les quais du port est, la France fit l'acquisition d'un terrain récupéré sur la mer en échange de l'ancien consulat détruit. Le contrat signé avec la municipalité d'Alexandrie prévoyait en outre le versement d'une soulte qui devait être affectée à la construction de l'immeuble. La pose de la première pierre de fondation, place des Jardins français, actuellement place Ahmed Orabi, eut lieu le 12 septembre 1909. Le consulat n'y fut transféré que deux en plus tard, en 1911. Les dessins du bâtiment qui avaient été envoyés de France par le ministère des Affaires étrangères étaient la copie d'un hôtel particulier parisien. Les travaux ont été suivis par l'architecte français Samuel Victor Erlanger. Ce dernier est aussi à l’origine de la maison abritant l’actuel consulat général des États-Unis et de la chambre de commerce. La brillante cité cosmopolite abrite alors une population composée de milliers d'Européens et de Levantins, la langue française y est utilisée dans les rapports au quotidien et le consulat de France joue un rôle de premier plan.
Ce palais appartient à la génération des immeubles alexandrins qui accompagnèrent l’histoire de la ville du début du XXe siècle jusqu’à la Seconde Guerre mondiale. C’est une illustration typique de l’idée de la citadinité que reproduisait alors cette société plurielle formée d’immigrants européens (Italiens, Grecs, Maltais…) ainsi que des membres des minorités du Moyen-Orient ; ville de diaspora dont les phases de croissance épousèrent, jusqu’en 1954, les crises internationales. L’architecture de l’hôtel consulaire demeure révélatrice de l’« âge d’or » européen qui constitua une des spécificités de la ville.
Au sein de la communauté française du début du XXe siècle, forte de 5 220 membres, se mêlent des chrétiens plutôt aisés et de nombreux citoyens d’origine algérienne, israélites ou musulmans. Ces « sujets protégés par la France » ne survivent souvent que grâce aux aides sociales mises en place par le consulat. Les cent-dix noms inscrits sur le monument aux morts du consulat témoignent de la grande diversité des Français d’Alexandrie à l’époque de la Première Guerre mondiale. Parmi eux figure Marcel Erlanger, frère de l’architecte de l’actuel palais consulaire, ainsi que Hadj Karem Hadj Ahmed El Gholti, petit-neveu de l’émir Abdelkader. Un hôpital militaire fût également installé et cent-six soldats, n’ayant pas survécu à leurs blessures, reposent aujourd’hui dans les trois cimetières militaires (chrétien, juif et musulman) de la ville. 
Après la guerre, le consulat poursuit sa tâche de soutien à la communauté française, alors forte de presque 10 000 membres. Le bâtiment de la rue Nabi Daniel devient la « Maison de France », point de ralliement des Français d’Alexandrie. Mais la défaite de 1940 et l’avènement du régime de Vichy affectent profondément la vie du consulat, qui, malgré la répression, voit son influence diminuer au profit des partisans de la France libre. L’autorité consulaire est transférée au Caire en 1941 et le bureau de la France combattante installe son siège à la maison de France d’Alexandrie où le général de Gaulle donne une conférence de presse le 6 avril. En 1942, le général nomme Pierre Moeneclay consul de France et directeur du Bureau de la France combattante à Alexandrie. En juillet de la même année, les relations diplomatiques entre l’Égypte et la France de Vichy sont rompues. Le consulat rouvre ses portes en 1944 dans la liesse de la Libération.
Le 26 juillet 1956, le président Nasser annonce, au balcon de la bourse du coton, sur l’ancienne place des consuls, la nationalisation du canal de Suez. C’est la fin de l’Alexandrie cosmopolite, beaucoup d’étrangers quittent la ville. Les relations diplomatiques entre la France et l’Égypte sont rompues le 1er octobre, lors de l’expédition tripartite. Le consulat général de France à Alexandrie ne rouvre ses portes qu’en 1963 et le centre culturel français est installé dans l’ancienne maison de France rue Nabi Daniel quatre ans plus tard.
Le consulat est devenu un consulat général d’influence le 1er août 2004, un nouveau concept reflétant la volonté de moderniser et de rationaliser le réseau diplomatique et consulaire. Outre certaines missions traditionnelles que le poste continue d'assurer en termes de protection consulaire et d'administration consulaire de la communauté française, la mission d'influence et de rayonnement qui lui est conféré porte sur les domaines politiques, économiques et culturels. Son enracinement dans le paysage urbain d’Alexandrie reste symbolisé par un bâtiment prestigieux, dont la visibilité semble garantir à bon nombre d’alexandrins de tous horizons la sauvegarde de leur spécificité francophile. Le palais du consulat général de France à Alexandrie a fêté en septembre 2011 son centième anniversaire.
Il s'agit du tout premier consulat de France au monde, dans une ville portuaire de renommée historique qui entretient de longue date des liens particuliers avec la France, notamment par des partenariats scientifiques, culturels et économiques. Plus de huit cents Français y sont actuellement immatriculés et de nombreuses institutions assurent la présence de la France dans le domaine culturel et universitaire comme le Centre d'études alexandrines (qui emploie soixante-cinq collaborateurs du CNRS), l'Institut français d'Égypte (qui dispense des cours à 1 700 étudiants chaque année et qui offre une programmation culturelle dense et riche), l'université Senghor, le lycée de la Mission laïque française (qui scolarise 500 élèves). De nombreuses écoles privées égyptiennes font beaucoup d'efforts pour assurer la permanence d'un enseignement en français (douze écoles sur trente-six pour toute l’Égypte).  

### Centre culturel français
D'abord loué à la famille Aghion pour y installer des organismes représentatifs de la communauté française, le bâtiment de deux étages fut acquis par la France le 19 septembre 1886 et prit le nom de Maison de France. Le Consulat y fut transféré après la destruction en 1882 de ses anciens locaux. En 1919, après la Première Guerre mondiale, la Maison de France devint le siège de l'Union française des Anciens Combattants ainsi que de la plupart des sociétés de bienfaisance et des associations françaises d'Alexandrie. Le grand hall du rez-de-chaussée était ordinairement occupé par les anciens combattants et les soldats mais il était également mis à la disposition des autres sociétés locataires qui y organisaient leurs fêtes respectives. C'était le centre de ralliement de la communauté française à Alexandrie, animée par un journal émis par l'Union, le Périscope. La Maison de France jouera ce rôle jusqu'à la crise de Suez en 1956, date à laquelle le bâtiment fut séquestré. 
En 1966, l'Ambassade de France au Caire confia au Censeur des études de langue française auprès du lycée El Horreya (ancien lycée français de la Mission Laïque également séquestré mais où l'enseignement était maintenu dans notre langue), le soin de créer un cours de langue française pour adultes dans son établissement. Dans la même année, ces cours devenaient une section du Centre Culturel Français du Caire. Le Censeur voulut alors l'installer à la Maison de France, mais celle-ci avait été attribuée par l'administration du séquestre à l'Union Socialiste Arabe, parti unique au pouvoir.
Avant que ne soit réglé le contentieux, marqué notamment par la péripétie du « procès des diplomates », le premier embryon de centre culturel à Alexandrie fut abrité dans les locaux du club francophone de « l'Atelier d'Alexandrie » au palais Karam. L'Atelier était un groupement d'artistes et d'écrivains, fondé en 1935 conjointement par le peintre Mohamed Nagui et l'homme de lettres Gaston Zananiri. Pendant l'année 1966-1967 quatre classes y furent installées.
Le 1er septembre 1967, le ministère des Affaires étrangères décidait la création du Centre culturel français d'Alexandrie. Le 1er octobre de la même année, à la suite de la réussite des pourparlers diplomatiques, le centre s'installait dans l'ancienne Maison de France sous la direction de Bernard Pasquet. Dès lors, le Centre culturel français d'Alexandrie devient un des hauts lieux de cette ville heureuse de renouer avec la francophonie.
Depuis 2011, il a le statut d'antenne de l'Institut français d'Égypte, sous la direction déléguée du consul général.

## Représentants de la France à Alexandrie depuis 1384
| Consul général | Date de nomination | Fin de nomination |
| --- | ------------------ | ----------------- |
| L'existence d'un « Consul des Français et des pèlerins » est signalée par des voyageurs italiens, Sigoli et Gucci | 1384               | 1385              |
| Jean de Sillage                                                                                                   | 1447               |                   |
| Philippe de Paretes nommé « Consul des Français et des Catalans »                                                 | 1492               | 1532              |
| Jean Benet, « Consul des Français et des Catalans »                                                               | 1524               | 1532              |
| Rapahel Lobia, nommé consul par lettre de provisions                                                              | 1532               | 1539              |
| Nicolas Delande, nommé en concurrence avec Raphael Lobia                                                          | 1532               | 1535              |
| Pierre Pomare | 1539               | 1565              |
| Guillaume Gardiolles                                                                                              | 1547               | 1570              |
| Christophe de Vento                                                                                               | 1570               | 1580              |
| Nicolas de Vento                                                                                                  | 1581               | 1607              |
| Jean Petrequin | 1608               |                   |
| François Savary                                                                                                   | 1609               |                   |
| Gabriel Frenoulx, il assume la charge de chancelier à Alexandrie                                                  | 1611               | 1624              |
| André du Ryer | 1624               | 1630              |
| Santo Segessy | 1630               | 1637              |
| Sieur d'Anthoine                                                                                                  | 1650               | 1653              |
| Christophe de Bermont                                                                                             | 1653               | 1658              |
| Louis de Cabre | 1658               |                   |
| François de Begue                                                                                                 | 1658               | 1664              |
| Honoré de Bermond                                                                                                 | 1664               | 1670              |
| Esprit Picquet | 1670               | 1671              |
| Antoine de Tiger                                                                                                  | 1671               | 1673              |
| Balthazar de Bonnecorse                                                                                           | 1673               | 1679              |
| Louis de Segla | 1679               | 1683              |
| David Magy | 1683               | 1688              |
| Marc-Antoine Tamburain                                                                                            | 1690               | 1695              |
| François de Roure                                                                                                 | 1695               | 1696              |
| David Cousinery                                                                                                   | 1696               | 1715              |
| Jean Le Maire | 1715               | 1717              |
| Benoît Le Maire                                                                                                   | 1717               | 1724              |
| Jean Étienne Taitbout de Marigny                                                                                  | 1724               | 1728              |
| Nicolas Dez | 1728               | 1736              |
| Jean Baunié | 1736               | 1740              |
| Henri de Costa | 1740               | 1742              |
| Bieudé | 1742               | 1743              |
| Antoine Tassin | 1743               | 1750              |
| Jean-Baptiste du Grou de Sullauze                                                                                 | 1750               | 1756              |
| Joseph Devant | 1756               | 1754              |
| Jean-Antoine Valière                                                                                              | 1756               | 1762              |
| Alexis Taitbout de Marigny                                                                                        | 1776               | 1795              |
| Pierre Joseph Reboul                                                                                              | 1795               |                   |
| Jean André Magallon                                                                                               | 1795               | 1803              |
| Bernardino Drovetti                                                                                               | 1803               | 1815              |
| Jean Baptiste de Roussel                                                                                          | 1815               | 1821              |
| Bernardino Drovetti                                                                                               | 1821               | 1829              |
| Jean-François Mimaut                                                                                              | 1829               | 1836              |
| Adrien-Louis Cochelet                                                                                             | 1837               | 1841              |
| Édouard Gauthier d'Arc                                                                                            | 1842               | 1843              |
| Alphonse Gazay | 1876               | 1879              |
| Jean de Gazotte                                                                                                   | 1879               | 1880              |
| Alphonse Dobigne                                                                                                  | 1880               | 1881              |
| Alfred Kleczkowski                                                                                                | 1881               | 1882              |
| Lucien Monge | 1881               | 1884              |
| Alfred Kleczkowski                                                                                                | 1884               | 1890              |
| Georges Biard d'Aunet                                                                                             | 1890               | 1892              |
| Amoury de Lacretelle                                                                                              | 1892               | 1897              |
| Pierre Girad | 1897               | 1909              |
| Paul de Verchère de Reffue                                                                                        | 1909               | 1916              |
| Lucien Bozon | 1916               | 1919              |
| Pierre de Witasse                                                                                                 | 1919               | 1924              |
| Louis Frédéric Girieud                                                                                            | 1924               | 1939              |
| Frédéric Knobel, représentant l'État Français                                                                     | 1939               | 1941              |
| Pierre Moenclay, représentant de la France Libre                                                                  | 1942               | 1944              |
| Marie Joseph Dutard                                                                                               | 1944               | 1946              |
| Jean Filliol | 1946               | 1950              |
| Guy Monod | 1950               | 1956              |
| François de Testa                                                                                                 | 1963               | 1968              |
| Gabriel Payre | 1968               | 1973              |
| Paul de Gentile                                                                                                   | 1980               |                   |
| Paul Tate | 1980               | 1983              |
| Henry Dupuy | 1983               | 1987              |
| Pascal Carmont | 1987               | 1992              |
| André Brun | 1992               | 1995              |
| Jean-Pierre Castella                                                                                              | 1995               | 1999              |
| Gilles Gauthier                                                                                                   | 1999               | 2003              |
| Louis Blin | 2003               | 2005              |
| Marie-Christine Prost (d) (Marie-Christine Glas)                                                                  | 2005               | 2008              |
| Hédi Picquart (d)                                                                                                 | 2008               | 2012              |
| Dominique Waag | 2012               | 2015              |
| Nabil Hajlaoui (d)                                                                                                | 2015               | 2018              |
| Janaïna Herrera (d)                                                                                               | 2018               | 2021              |
| Sidi-Mohamed Nehad (d)                                                                                            | 2021               |                   |